# Byturus ochraceus
Byturus ochraceus é uma espécie de besouro da família Byturidae .

## Descrição

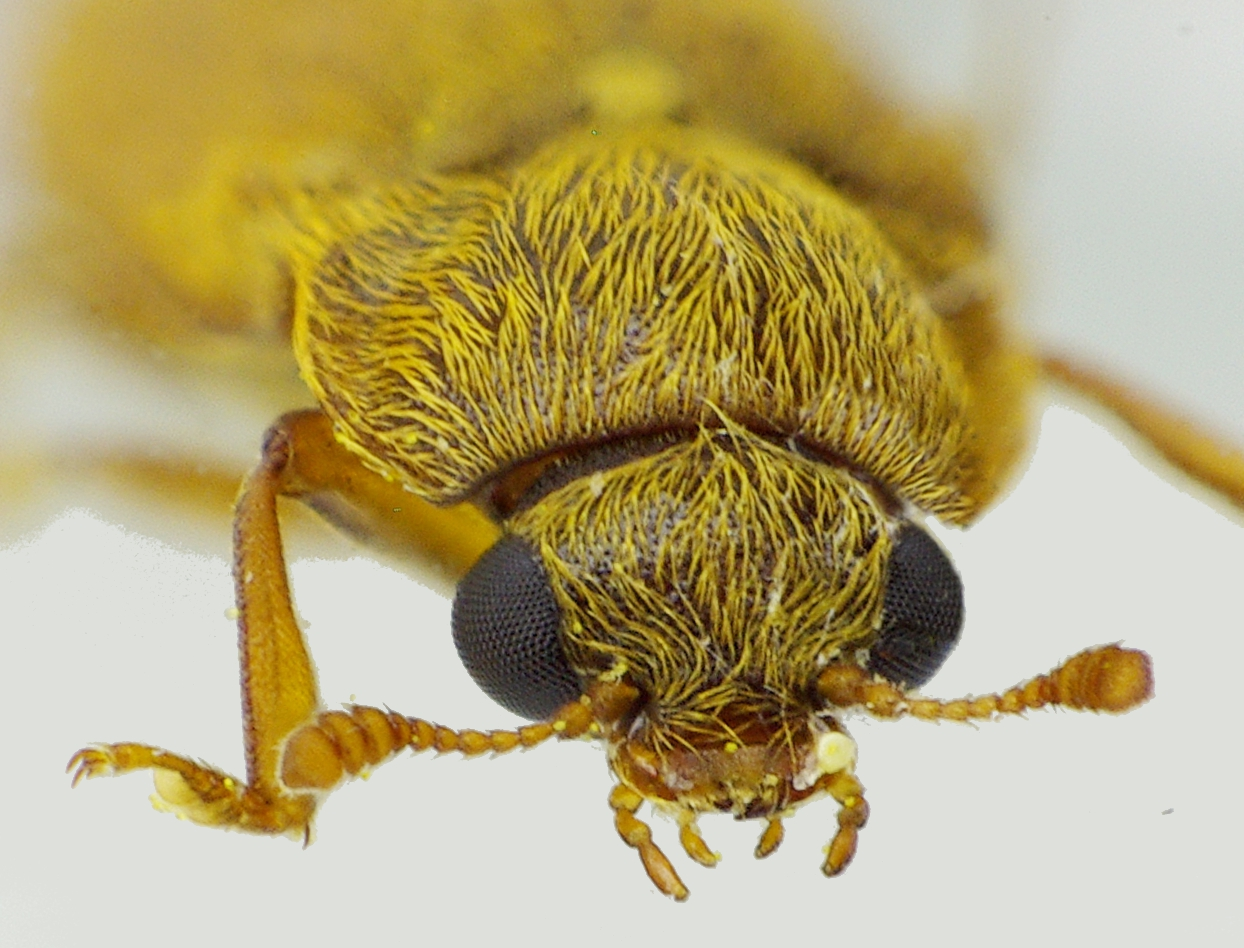
Byturus ochraceus vista frontal: observe os olhos maiores que Byturus tomentosus

É morfologicamente muito semelhante a outros membros do gênero Byturus . É improvável que todas as espécies deste gênero sejam confundidas com qualquer outra família.
Byturus ochraceus mede 4,0–4,6 mm de comprimento, são de cor marrom-amarelada com pelos amarelos em todo o corpo. O pronoto é curvado de forma desigual para a frente, de modo que um ângulo frontal é aparente. O diâmetro longo dos olhos é claramente maior que a metade da largura da fronte. A parte de baixo é colorida de marrom escuro a preto. Alguns indivíduos mudam de cor para marrom acinzentado em junho.

## Habitat e ciclo de vida
Os adultos de Byturus ochraceus estão ativos de maio a julho. Eles estão associados a uma grande variedade de plantas hospedeiras, incluindo: Taraxacum officinale, Salix, Caltha palustris, Potentilla anserina, Anthriscus sylvestris, Geum urbanum, Geranium robertianum, Alliaria officinale, Hieracium praealtum, Silene dioica, Stellaria nemorum, Lactuca muralis e Ranunculus repens.